# نيشان لاكندولة
نيشان لاكندولة (بالفلبينية: Orden ni Lakandula) هو أحد أعلى النياشين المدنية في دولة الفلبين، والتي تمنح للجدارة السياسية والمدنية.
أنشئ نيشان لاكندولة في 19 سبتمبر 2003 إحياءاً لذكرى تفاني الملك لاكاندولة في مسؤوليات القيادة والحصافة والحذر والجرأة والشجاعة والعزم في خدمة الشعب الفلبيني.

## معايير منح النيشان
يُمنح نيشان لاكندولة بموجب قانون الشرف الصادر في الفلبين تحت رقم 236 في 19 سبتمبر 2003)، والذي يحدد في القسمين الثاني والخامس منه معايير منح نيشان لاكاندولة كما يلي:
- يُمنح نيشان لاكندولة للمواطن الفلبيني أو غير الفلبيني الذي أظهر بأفعاله أول على مدار حياته إخلاصه لرفاهية المجتمع الفلبيني.
- يُمنح نيشان لاكندولة للمواطن الفلبيني أو غير الفلبيني الذي يستحق أن يحتذى بها الشعب الفلبيني به.
- يُمنح نيشان لاكندولة للمواطن الفلبيني أو غير الفلبيني الذي يقوم بأعمال جديرة بالتقدير بشكل خاص مثل المعاناة المادية من أجل الحفاظ على الحياة الديمقراطية في البلاد والدفاع عنها وسلامة أراضي جمهورية الفلبين، أو تكريس حياته للحل السلمي للنزاعات، أو لإظهار تفاني بارز في تعزيز التفاهم المتبادل والتبادل الثقافي والعدالة والعلاقات الكريمة بين الأفراد.
- يُمنح نيشان لاكندولة للمواطن الفلبيني أو غير الفلبيني الذي يقوم بأعمال جديرة بتقدير مؤسسة الجوائز الرئاسية مثل الخدمات السياسية والمدنية الجديرة بالتقدير.

## مراتب التكريم
يُمنح نيشان لاكندولة في سبع درجات، وهي:

### نيشان لاكندولة من الدرجة الأولى
يُمنح نيشان لاكندولة من الدرجة الأولى للفرد الذي عانى مادياً من أجل الحفاظ على الحياة الديمقراطية والدفاع عنها في البلاد، أو السلامة الإقليمية لجمهورية الفلبين. تُمنح هذه الدرجة لرئيس الدولة السابق أو الحالي أو رئيس الحكومة.

### نيشان البياني أو نيشان الصليب الكبير
يُمنح نيشان البياني أو الصليب الكبير للفرد الذي كرس حياته للحل السلمي للنزاعات، أو الفرد الذي تستحق حياته أن يحتذى بها الشعب الفلبيني. تُمنح هذه الدرجة لولي عهد إحدى الدول، أو نائب الرئيس، أو رئيس مجلس الشيوخ، أو رئيس مجلس النواب، أو رئيس القضاة أو ما يعادله، أو وزير الخارجية أو أي مسؤول آخر في مرتبة مجلس الوزراء، أو سفير، أو وكيل وزارة، أو مساعد وزير لإحدى الدول أو أي شخص آخر من رتبة مماثلة أو معادلة لما سبق.

### نيشان مارانغال نا بينونو أو نيشان الضابط الكبير
يُمنح نيشان مارانغال نا بينونو أو الضابط الكبير للفرد الذي أظهر على مدار حياته تفانياً في تعزيز الرفاهية السياسية والمدنية للمجتمع. تُمنح هذه الدرجة للقائم بالأعمال، أو الوزير، أو المستشار الوزاري، أو القنصل العام الذي يرأس مركزًا قنصليًا، أو المدير التنفيذي، أو أي شخص آخر في رتبة مماثلة أو معادلة لما سبق.

### نيشان كوماندانتي أو القائد
يُمنح نيشان كوماندانتي أو نيشان القائد للفرد الذي أظهر درجات استثنائية من التفاني في العمل على تعزيز الرفاهية السياسية والمدنية للمجتمع ككل. تُمنح هذه الدرجة للقائم بالأعمال بالنيابة، أو المستشار، أو السكرتير الأول، أو القنصل العام في القسم القنصلي في سفارة، أو موظف قنصلي بدرجة شخصية أعلى من سكرتير ثان، أو مدير، أو أي شخص آخر من رتبة مماثلة أو تعادل ما سبق.

### نيشان بينونو أو نيشان الضابط
يُمنح نيشان بينونو أو نيشان الضابط للفرد الذي قام بأعمال جديرة بالثناء مثل التفاني في العمل على تعزيز الرفاهية السياسية والمدنية للمجتمع ككل. تُمنح هذه الدرجة لسكرتير ثان أو قنصل أو مساعد مدير أو أي شخص آخر في رتبة مماثلة أو معادلة لما سبق.

### نيشان كاجاواد أو نيشان العضو
يُمنح نيشان كاجاواد أو نيشان العضو للفرد الذي قام بأعمال جديرة بالتقدير مثل التفاني في العمل على تعزيز الرفاهية السياسية والمدنية للمجتمع ككل. تُمنح هذه الدرجة لسكرتير ثالث، أو نائب قنصل، أو ملحق، أو مساعد رئيسي، أو أي شخص آخر في رتبة مماثلة أو معادلة لما سبق.

### نيشان كامبيون هابانج بوهاي أو نيشان البطل على مدى الحياة
يُعتبر نيشان كامبيون هابانج بوهاي أو نيشان البطل على مدى الحياة أحدث درجات نيشان لاكندولة، والذي أنشئ في عام 2006 بقرار من الرئيسة جلوريا م. أرويو. وضعت هذه الدرجة في البداية بعد رتبة البينونو أو الضابط الكبير ثمّ نُقلت لاحقاً إلى مستوى وسام الفنانين الوطنيين.
يُمنح نيشان كامبيون هابانج بوهاي أو نيشان البطل على مدى الحياة للأفراد الذين يحققون إنجازات بارزة في المسابقات الرياضية الدولية أو مسابقات الجمال وما شابهها من مجالات المنافسة والإنجاز، ويجب أن تعزز هذه الإنجازات الفخر الوطني وتكون مصدر إلهام للآخرين لتحقيق التميز. كان من أوائل الحاصلين على هذا النيشان الملاكم ماني باكياو، وملكة الجمال بريشوس لارا كويغامان وأيقونة لعبة البلياردو العالمية إيفرين باتا رييس، وباينج نيبوموسينو في عام 2007 لتسجيله ثلاثة أرقام قياسية في موسوعة غينيس للأرقام القياسية في عام 2007، والرياضيين الفلبينيين الذين فازوا بميداليات ذهبية في دورة ألعاب جنوب شرق آسيا لعام 2005، ومتسلقي الجبال الفلبينيين الذين وصلوا إلى قمة جبل إيفرست في عام 2006.
| درجة النيشان                                             | شريط النيشان |
| -------------------------------------------------------- | ------------ |
| نيشان لاكندولة من الدرجة الأولى                          |              |
| نيشان البياني أو نيشان الصليب الكبير                     |              |
| نيشان مارانغال نا بينونو أو نيشان الضابط الكبير          |              |
| نيشان كوماندانتي أو القائد                               |              |
| نيشان بينونو أو نيشان الضابط                             |              |
| نيشان كاجاواد أو نيشان العضو                             |              |
| نيشان كامبيون هابانج بوهاي أو نيشان البطل على مدى الحياة |              |

## أبرز الحاصلين على النيشان

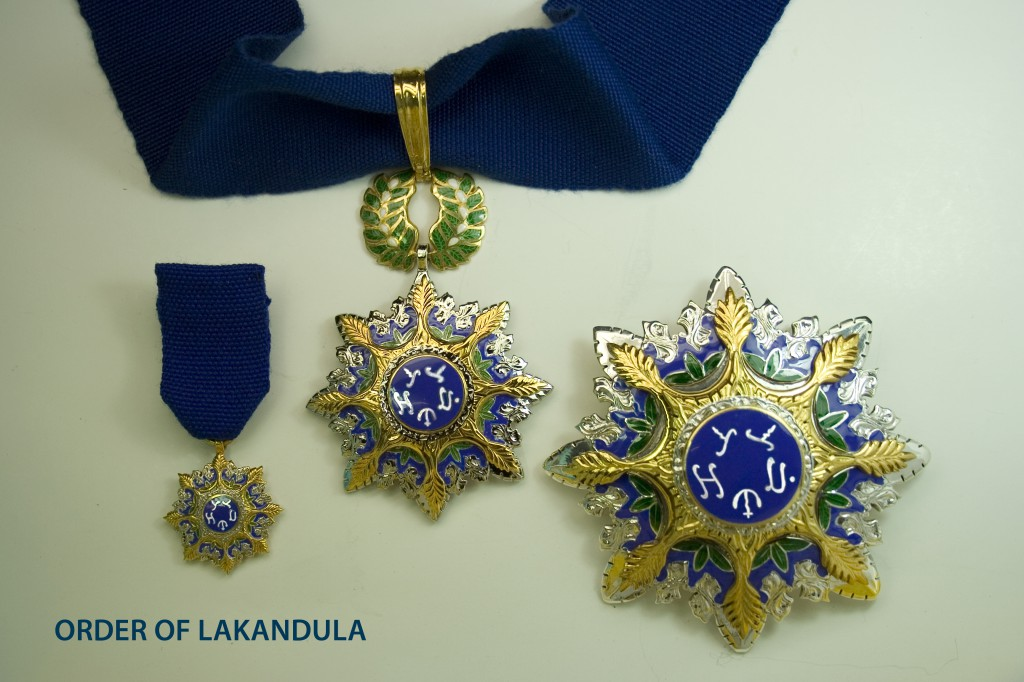
شارة وشريط عنق ونجمة نيشان لاكوندولة للضابط الكبير

| التاريخ        | درجة النيشان        | اسم الحاصل على النيشان         | الدولة           | ملاحظات                                 |
| -------------- | ------------------- | ------------------------------ | ---------------- | --------------------------------------- |
| 2004           | نيشان الدرجة الأولى | خوسيه ديوكنو                   |                  | (بعد وفاته)                             |
| 2011           | نيشان الصليب الكبير | هيلاري رودهام كلينتون          |                  | وزيرة حارجية الولايات المتحدة الأمريكية |
| 7 يونيو 2012   | نيشان الدرجة الأولى | ريتشارد لوغار                  |                  |                                         |
| 4 ينياير 2007  | نيشان الدرجة الأولى | خليفة بن سلمان آل خليفة        |                  | رئيس وزراء المملكة البحرينية            |
| 3 ديسمبر 2007  | نيشان الدرجة الأولى | خوان كارلوس الأول              | إسبانيا          | ملك إسبانيا                             |
| 3 ديسمبر 2007  | نيشان الصليب الكبير | فيليب السادس                   | إسبانيا          | ملك إسبانيا                             |
| 8 ديسمبر 2003  | نيشان الصليب الكبير | خايمي كاردينال سين             |                  |                                         |
| 2006           | نيشان الصليب الكبير | جيمس ب. رويتر                  |                  |                                         |
| 2011           | نيشان الصليب الكبير | واشنطن سايسيب                  |                  |                                         |
| 5 يونيو 2010   | نيشان الصليب الكبير | مانويل ف. بانجيلينان           |                  |                                         |
| 24 مايو 2006   | نيشان القائد        | مانويل ف. بانجيلينان           |                  |                                         |
| 14 أغسطس 2007  | نيشان القائد        | ليا سالونجا                    |                  |                                         |
| 27 نوفمبر 2009 | نيشان القائد        | إفرين بينافلوريدا              |                  |                                         |
| 14 أغسطس 2007  | نيشان الضابط الكبير | دومينغو لوسيناريو جونيور       |                  |                                         |
| 3 يونيو 2015   | نيشان الدرجة الأولى | أكيهيتو                        | اليابان          | إمبراطور اليابان                        |
| 22 يوليو 2015  | نيشان الضابط الكبير | غالو أوكامبو                   |                  | (بعد وفاته)                             |
| 19 مايو 2006   | نيشان الدرجة الأولى | تيودورو أوبيانج نغويما مباسوجو | غينيا الاستوائية |                                         |
| 18 يونيو 2018  | نيشان الصليب الكبير | إنريكي مانالو                  |                  |                                         |